# 国立療養所沖縄愛楽園
国立療養所沖縄愛楽園（こくりつりょうようじょおきなわあいらくえん、National Sanatorium OKINAWA AIRAKUEN）は、沖縄県名護市に位置する国立ハンセン病療養所。厚生労働省所管の施設等機関である。

## 沿革
- 1938年11月10日、沖縄県立国頭愛楽園開園。
- 1946年4月24日、琉球列島米国軍政府の所管となる。
- 1952年4月1日、琉球政府創立と同時に琉球政府に移管される。
- 1958年6月、川端康成が来訪。少年として入所していた伊波敏男の作文を褒める[注 1]。
- 1961年8月26日、立法院制定のハンセン氏病予防法（1961年立法第119号）が公布される。
- 1972年5月15日、沖縄復帰に伴い厚生省に移管され、国立療養所沖縄愛楽園となる。
- 1996年4月1日、「らい予防法廃止に関する法律」の施行。

## 規模
- 【定床数】医療法419床、入院定床201床（平成27年12月1日現在）（入所者を対象とした病床を40床有しています。）
- 【診療科目】内科・外科・整形外科・眼科・皮膚科・耳鼻咽喉科・泌尿器科・精神科・歯科・循環器科・呼吸器科

## 住所
- 沖縄県名護市字済井出1192